# Abdullah al-Khateeb (Menschenrechtsaktivist)
Abdullah al-Khateeb ist ein syrisch-palästinensischer Menschenrechtler, der vor allem für seine Arbeit in Yarmouk, einem Flüchtlingsviertel in Damaskus, bekannt ist.

## Leben
Schon im Alter von 17 Jahren begann Abdullah al-Khateeb mit der Arbeit für die Menschenrechte, zunächst als Freiwilliger bei SOS-Kinderdörfern in Damaskus, später als Mitbegründer der Palestinian League for Human Rights – Syria (PLHR), die sich auf die Überwachung und Dokumentation der Situation palästinensischer Flüchtlinge in Syrien konzentriert. Die politische Situation in Syrien, besonders nach 2011, führte dazu, dass Khateeb ein Leben im Untergrund führen musste. Mehrfach entkam er Entführungsversuchen und überlebte 2016 einen Mordanschlag. Sein Vater wurde aufgrund seiner Aktivitäten inhaftiert, und seine Familie steht unter ständiger Bedrohung.

## Wirken
Abdullah al-Khateeb machte sich insbesondere durch seine gewaltlosen Methoden und seinen Einsatz für Demokratie und Menschenrechte einen Namen. Seine Arbeit umfasst Bildungsprojekte zu internationalem Recht, Menschenrechten und Demokratie sowie die Bereitstellung psychosozialer Unterstützung für kriegsbetroffene Kinder und Jugendliche.

## Auszeichnungen
Im Jahr 2016 wurde Khateeb mit dem Per-Anger-Preis ausgezeichnet, die jährlich an Menschen vergeben wird, die sich außergewöhnlich für die Förderung von Demokratie und humanitären Anstrengungen einsetzen.